# AOKP
AOKP（Android Open Kang Project、アンドロイド・オープンカン・プロジェクト）は、AndroidベースのカスタムROMを開発している組織のひとつである。日本語の略称はアオカプ。Android Open Source Project (AOSP) のソースコードをベースにして、独自の機能を追加してビルドされている。
2013年時点で350万台の端末にAOKPが導入されており、CyanogenModと競合するほどにシェアを伸ばしている。

## 特徴
AOKPはAOSPと比較して、より多くのカスタマイズや拡張機能が追加されている。ファームウェアレベルで許可されていない領域もカスタマイズ可能である。
- Custom Toggles - ステータスバーのプルダウンメニューをカスタマイズできる。通常は追加できない独自のボタンを付けることもできる。
- LED control - 端末がLEDをサポートしていれば、発光色を変更したり、通知タイミングを調整できる。
- Navigation ring - ナビゲーションバーに、新たなアクセシビリティボタンの追加。
- Ribbon - ジェスチャー機能を追加し、任意のショートカットアクションを追加。
- Vibration patterns - バイブレーションの振動パターンの調整。
- Native theme support - インターフェース外観のカスタマイズ。
- Permission control - アプリケーション毎のアクセス許可のコントロール。
- CPU overclocking - 端末の動作速度を向上させるための、CPUオーバークロック機能。

## エディション
- マイルストーン (Milestones) - バグが極力修正され、安定性が高められたビルド。月に一度ほどリリースされる。
- ナイトリー (Nightlies) - デバッグが行われていない最新のビルド。3日毎に頻繁にリリースされるが、バグが多く含まれている可能性がある[9]。